# Around the World/Kandata
Around the World/Kandata è il decimo singolo del gruppo giapponese Flow pubblicato il 23 settembre 2006. Il singolo è arrivato alla ventitreesima posizione della classifica Oricon dei singoli più venduti in Giappone, rimanendo in classifica per cinque settimane, e vendendo 8 469 copie.

## Tracce
CD singolo KSCL-1040
1. Around the world - 4:25
2. KANDATA - 3:38
3. Shakys - 4:04
4. Around the world -Vocalless Mix- - 4:25
5. KANDATA -Vocalless Mix- - 3:36

Durata totale: 19:24

## Classifiche
| Classifica (2006) | Posizione massima |
| ----------------- | ----------------- |
| Giappone (Oricon) | 23                |